# Codice (semiotica)
In semiotica, il codice è un sistema di segni teso a trasmettere informazione tra un mittente e un ricevente, per il tramite di un messaggio. La formazione del messaggio da parte del mittente si chiama "codifica". L'interpretazione del messaggio è detta "decodifica". I segni di un codice possono essere noti o no, prevedibili o no. 
Nei codici è possibile distinguere due piani: il piano dei significanti, detto anche da Hjelmslev, "piano dell'espressione", e il piano dei significati, detto "piano del contenuto". La codifica consiste nell'attribuire un'espressione ad un contenuto, mentre la decodifica consiste nell'individuare un contenuto a partire da un'espressione. Il concetto di codice definisce quindi le caratteristiche che i segni devono necessariamente avere per essere compresi.

## Classificazione dei codici
Essendo i codici in rapporto tanto al piano dei contenuti quanto al piano delle espressioni, i segni dei codici sono detti "biplanari". I codici possono inoltre essere classificati in base all'espressione o in base al contenuto. Esistono infine dei rapporti tra i due piani.

### Caratteristiche dei codici secondo l'espressione

#### Articolazione, combinazione, posizionalità
Due caratteristiche fondamentali dei codici sono a) la possibilità di essere articolati, b) la possibilità che i suoi elementi vengano combinati. Si faccia l'esempio di un codice estremamente semplice, quello della spia che in un'automobile indica che la benzina sta finendo. Se la spia è spenta, la benzina è in quantità sufficiente. Se la spia è accesa, la benzina è insufficiente. I due segni sono gli elementi del codice. Nessuno dei due elementi può essere scomposto in parti: ciò significa che la spia non può accendersi a metà per indicare che la riserva è a metà, né può essere più o meno accesa per indicare che c'è più o meno benzina; essa si accende per intero o è spenta per intero e il codice risulta quindi non articolato. Infine, i due elementi non possono ricorrere insieme e allo stesso tempo: essi, quindi, non possono essere usati in combinazione.
Anche la danza delle api, con cui un'ape bottinatrice che ha individuato una fonte di cibo comunica all'alveare direzione e distanza del giacimento, è un codice certamente molto più complesso di quello della spia della benzina, eppure condivide con questo l'impossibilità di essere articolato o di combinare elementi. Infatti, non è ad esempio possibile dire se la porzione curvilinea della danza abbia un significato (sia cioè pertinente) o meno: se avesse un significato proprio, sarebbe un elemento indipendente dalla danza dell'addome che l'ape bottinatrice effettua sull'asse e il codice risulterebbe articolato in più elementi. D'altro canto, non è possibile per l'ape produrre messaggi che risultino dalla combinazione di più danze.
Se si prende in considerazione un altro codice, il sistema numerico decimale, si vede che esso è articolato: i suoi elementi, ad esempio 1 e 3, sono indipendenti (il codice è quindi articolato) e possono essere combinati (ottenendo 13 o 31, ma anche 1113 o 3131 ecc.). La combinazione in questo codice mostra un'altra caratteristica potenziale dei codici, quello della posizionalità: non sono solo gli elementi a veicolare informazione, ma anche la loro posizione (in 13, l'elemento 3, in posizione di unità, vale meno di 1, che è in posizione di decina). Ogni elemento convoglia dunque più di un'informazione: il proprio valore intrinseco, ma anche il proprio rango.
La caratteristica centrale è quella dell'articolazione: solo i codici articolati hanno elementi combinabili e sono posizionali. I codici articolati permettono, peraltro, una grande economia di risorse: combinazione e posizionalità concorrono a formare, a partire da un numero anche ristretto di elementi, un numero virtualmente illimitato di segni.
Anche le lingue naturali sono codici: gli elementi di questo genere di codici sono suoni, sillabe, parole ecc. Questi elementi sono articolabili (ad esempio, la parola è scomponibile in sillabe e queste in suoni) e hanno valore differente a seconda della posizione (Paolo ama Caterina ha un senso diverso rispetto a Caterina ama Paolo).

#### Codici con o senzastand-by
I codici possono essere distinti anche per l'eventuale capacità di interrompere i messaggi prodotti. Le lingue naturali, ad esempio, permettono l'interruzione del messaggio. Si veda ad esempio la seguente frase:
Giacomo, dopo aver riflettuto un po', alzò gli occhi al cielo.
La sequenza principale ("Giacomo alzò gli occhi al cielo") è interrotta dall'inserzione di una subroutine ("dopo aver riflettuto un po'"). Le lingue naturali sono quindi codici con stand-by. In ciò, le lingue naturali somigliano ai codici numerici. Ad esempio:
{\displaystyle 3\cdot (4-2)+[(9\cdot 8)-(7\cdot 3)]}
In questa espressione, le parentesi tonde e quadre indicano quali operazioni vanno effettuate prima delle altre e rappresentano quindi interruzioni della sequenza principale. Naturalmente, le sospensioni effettivamente sostenibili dalla notazione matematica sono molto maggiori di quelle sostenibili nelle lingue naturali.
I codici animali non possono mettere in stand-by i loro messaggi. La lingua dei segni ha una capacità assai ridotta di ricorrere a interruzioni e inserzioni.
La possibilità di interrompere i messaggi è strettamente legata alla caratteristica della articolazione, anche se esistono codici articolati privi di stand-by. L'organizzazione della sintassi, nelle lingue naturali, è permessa proprio dalla caratteristica di interrompere i messaggi.

### Caratteristiche dei codici secondo il contenuto
Volendo enumerare le caratteristiche dei codici secondo il contenuto, si può inizialmente dire che i codici articolati dal punto di vista dell'espressione sono articolati anche dal punto di vista del contenuto (nel sistema numerico decimale, ciascun elemento è portatore di un significato).
Dei codici si può poi considerare se siano semanticamente finiti o meno. Ad esempio, il messaggio veicolato dalla danza delle api è relativo esclusivamente a distanza e direzione del cibo, ma non può trasmettere alcun altro tipo di informazioni. Anche i segnali stradali sono semanticamente finiti, perché veicolano ciascuno solo una porzione assai limitata di significato (un obbligo, un divieto, un'autorizzazione ecc.). Si parla, in generale, di "finitezza semantica". Viceversa, esistono codici detti "semanticamente onnipotenti" (o "illimitati"): è il caso delle lingue naturali, che possono parafrasare quasi qualsiasi contenuto, sia che questo sia veicolato da un codice diverso, sia che questo sia veicolato tramite una diversa lingua naturale (ad esempio: "Come si dice gatto in francese?" oppure "Che vuol dire chat in francese?"). Le lingue naturali possono quindi parlare di sé stesse, hanno una capacità metalinguistica (che è anche alla base della linguistica).

### Relazioni tra espressione e contenuto

#### Iconicità e arbitrarietà
Tra elementi dell'espressione ed elementi del contenuto vi può essere o meno somiglianza. Ad esempio, non c'è alcuna somiglianza tra la danza delle api (che consiste in movimenti del corpo) e il contenuto veicolato (direzione e distanza del cibo). Altrettanto, non c'è alcuna somiglianza tra una vera sedia, da un lato, e, dall'altro, le parole chair, chaise, silla (in inglese, francese e spagnolo rispettivamente per indicare il contenuto "sedia"). I codici che non prevedono somiglianza tra espressione e contenuto sono detti arbitrari (vedi Arbitrarietà). Viceversa, i codici che prevedono un certo grado di somiglianza tra espressione e contenuto sono detti iconici (vedi Iconicità). Un esempio di segno iconico sono gli ideofoni (per esempio, la parola crac è un ideofono che rinvia ad un qualcosa che si spezza: il suono della parola ha un certo grado di somiglianza con la cosa per cui sta) o le onomatopee.
L'iconicità aiuta il ricevente nell'operazione di decodifica, mentre l'arbitrarietà gli impone di conoscere preventivamente il codice, in modo da poter associare elementi dei due piani che sono eterogenei. I codici iconici sono quindi estremamente pratici, ma i codici arbitrari sono estremamente più funzionali.
I codici iconici sono "chiusi", nel senso che sono vincolati ai contenuti esterni che devono veicolare, rispetto ai quali devono preservare un certo grado di somiglianza. I codici arbitrari sono invece "aperti", perché possono essere arricchiti da un numero illimitato di nuovi segni, proprio perché questi non hanno alcun rapporto particolare con i contenuti da veicolari.
Complessivamente, gradi di iconicità e arbitrarietà sono spesso compresenti nello stesso codice ed elementi che oggi risultano arbitrari avevano in passato un'elevata iconicità. Ad esempio, nella lingua dei segni, il significato "avvocato" viene veicolato avvicinando indice e medio al volto, all'altezza del naso. Originariamente, questo segno rinviava al pince-nez, che era ritenuto un tratto tipico degli avvocati.

#### Vaghezza dei codici

Elementi dell'espressione (insieme X) ed elementi del contenuto (insieme Y): "1" e "2" sono sinonimi del contenuto "a"; "3" è ambiguo, perché rinvia non ad uno solo, ma a due elementi dell'insieme Y dei contenuti.

I codici arbitrari spesso sono anche sinonimici. Ciò significa che diversi elementi sul piano dell'espressione possono stare per lo stesso contenuto. Ad esempio:
{\displaystyle 20=10\cdot 2=22-2=18+2=100:5=(10\cdot 10):5}
Tutte queste forme rinviano, senza ambiguità, al significato "venti". Nelle lingue naturali è presente un certo grado di sinonimia, pur con dei limiti. Più specificamente, le lingue naturali sono codici ambigui, perché diversi loro elementi non hanno una definizione univoca (sia al livello della singola parola, come nel caso di botte, sia sul piano frasale, come nel caso della frase Una vecchia legge la regola, senza contare la possibilità di servirsi dell'ironia).
Se un codice è sinonimico e ambiguo, esso è un codice "vago": non c'è corrispondenza biunivoca tra elementi dell'espressione ed elementi del contenuto. In altre parole, elementi sinonimi sul piano dell'espressione rinvieranno allo stesso contenuto, mentre un elemento ambiguo sul piano dell'espressione rinvierà a più elementi sul piano del contenuto.

## Decodifica
La decodifica del messaggio può essere soggetta a tre tipi di approccio:
- Nel radical reading, la audience rigetta i significati, i punti di vista, le opinioni "innestate" (embedded) nel testo da parte degli autori, di fatto, contestandone l'autorevolezza o i contenuti.
- Nel dominant reading, la audience accetta acriticamente i significati, i valori, i punti di vista inglobati nel messaggio.
- Nel subordinate reading, la audience accetta anche se con qualche lieve obiezione taciuta o perplessità non espresse, i significati, i valori, i punti di vista inglobati nel messaggio da parte degli autori, di fatto, non contestandolo.[8]